# موردرخت
موردرخت (به هلندی: Moordrecht) یک منطقهٔ مسکونی در هلند است که در زایدپلاس واقع شده‌است.